# Червоний (роман)
«Червоний» — історичний роман українського письменника Андрія Кокотюхи; що вийшов у видавництві «Книжковий клуб „Клуб сімейного дозвілля“» 2012 року. Твір складається із трьох частин, у кожній з яких оповідь ведеться від іншої особи.
| Хтось не повірить, але все описане автором має документальну основу — аж до того, як спецслужба ловила повстанського ватажка «на жінку». Або те, що у 1950-х роках у радянських таборах Півночі діяла розгалужена підпільна націоналістична мережа. Або те, що за збирання фактів про повстанців у 70-х потрапляли в «дурку» Вахтанг Кіпіані, передмова до книги |

## Опис книги
| Їм закидають масові вбивства вчителів. Бандерівцям місце у ГУЛАГу, де вони... можуть бути корисними. Замість скніти у таборах, ватажок повстанців Данило Червоний наводить там лад! І нехай він планує втечу, йому, героєві чи бандиту, єдиному до снаги приборкати ув'язнених злодіїв. Як це було, розкажуть три свідки: міліціонер, чекіст і ворог народу. Не шукайте Червоного ані серед мертвих, ані серед живих, шукайте — серед овіяних легендою! |
|                   | Повстанський рух, якого я частково торкаюсь у романі, неоднорідний і неоднозначний. В середині цього руху було дуже багато розбіжностей, дуже багато неузгодженостей. Але всі вони мали одну мету – звільнити Україну від окупації. Просто в кожного були свої методи. Але розуміли вони все це однаково. |
| — Андрій Кокотюха | |

|                   | І що мені приємно, що люди, які вже читали роман, зокрема, молоді історики, відзначали, що дивом вдалося написати роман, де нібито існує патріотична складова, але нема пафосу і зайвих емоцій. І саме оця от відстороненість, відсутність пафосної складової і показує реальну картину. |
| — Андрій Кокотюха | |

## Цікаві факти[4]
- Роман було написано за 2,5 місяці. Спочатку було створено кінець, а потім початок.
- Для написання твору автор користувався мемуарами повстанців, публікаціями українських істориків (Володимир В'ятрович, Іван Патриляк), розмовляв із живими свідками.
- Основними консультантами автора серед волинських краєзнавців виступили Бортніков Сергій Іванович, та відставний офіцер КДБ та пізніший генерал-майор СБУ, краєзнавець Булавін Олександр Олександрович. [5].
- Першим читачем рукописів був Іван Патриляк.
- Роман увійшов до «довгого списку» книжкової премії Книга року ВВС — 2012[6]
- За тиражем в Україні «Червоний» обігнав новий роман Стівена Кінга «Темна Вежа: Вітер у замкову шпарину»[2]
- Роман було перекладено російською мовою видавництвом Книжковий клуб «Клуб сімейного дозвілля»[2]

## Рецензії
- Світлана Пиркало. «Червоний» Андрія Кокотюхи: патріотичний роман про УПА // Українська служба Бі-Бі-Сі — 20 листопада, 2012. — Процитовано 21 січня 2013
- Оля Липинська. Швидко читати, але довго думати: про роман Андрія Кокотюхи «Червоний» // Українська служба Бі-Бі-Сі — 14 грудня, 2012. — Процитовано 21 січня 2013
- Тарас Фасоля. Роман Кокотюхи «Червоний»: пласкі герої і фактологічні ляпи // Тексти.org.ua — 9 січня, 2013. — Процитовано 21 січня 2013
- Олена Петренко. Скельця ідеологічних романів. Кокотюха та Забужко про УПА, насилля і жінок [Архівовано 1 травня 2017 у Wayback Machine.] // Україна Модерна. — 23.10.2013

## Нагороди
- 2012 — спеціальна відзнака за найкращий історико-патріотичний твір Міжнародного літературного конкурсу «Коронація слова-2012»[7]

## Видання
- 2012 рік — видавництво "Книжковий клуб «Клуб сімейного дозвілля».